# Zgorzeliskowy Dział

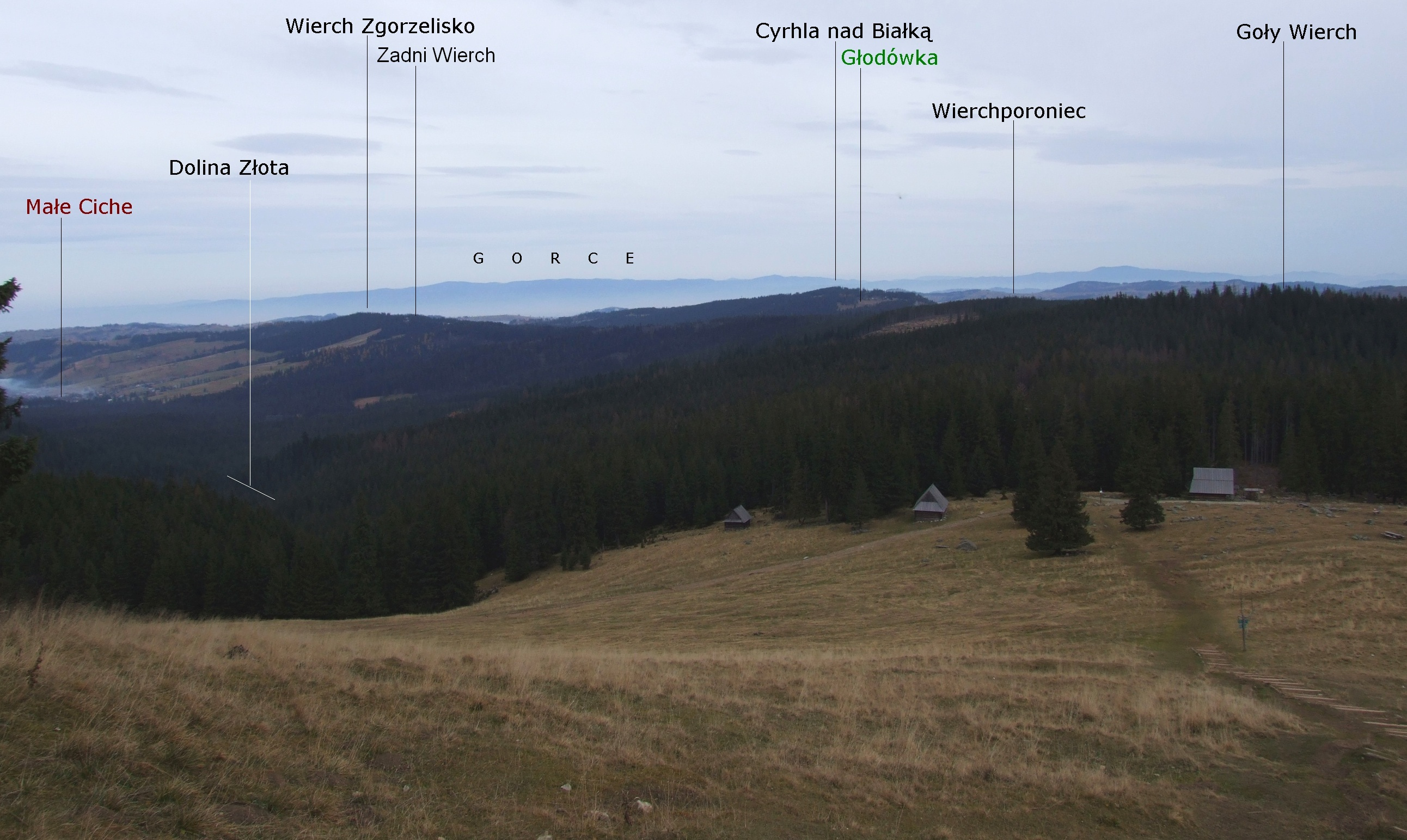
Widok na Zgorzeliskowy Dział z Rusinowej Polany

Zgorzeliskowy Dział – jeden z dwóch głównych grzbietów Pogórza Bukowińskiego.  Na Wierchporońcu ((1105 m) odgałęzia się od głównego Brzegowskiego Działu i biegnie w kierunku północno-zachodnim poprzez Zadni Wierch (1062 m)  i Wierch Zgorzelisko (1105 m). Oddziela dolinę potoku Poroniec i miejscowość Bukowina Tatrzańska od doliny Filipczańskiego Potoku i miejscowości Małe Ciche. W zbocza południowo-zachodnie (od strony wsi Małe Ciche) wcinają się dolinki kilku dopływów Filipczańskiego Potoku: Sołtysówka, Wojciechowski Potok, Dudowski Potok i Żegleński Potok, zbocza północno-wschodnie są mniej rozczłonkowane, do Poprońca spływają z nich mniejsze i bezimienne potoczki.
Grzbietem górnej części Zgorzeliskowego Działu biegnie odcinek Drogi Oswalda Balzera. Po około 1200 m od skrzyżowania z drogą Bukowina Tatrzańska – Łysa Polana opuszcza grzbiet i serpentynami sprowadza do doliny Filipczańskiego Potoku. Natomiast od drogi tej na północ odgałęzia się droga, która grzbietem Zgorzeliskowego Działu prowadzi do hotelu Tatry na polanie Zgorzelisko (dawniej był to wypoczynkowy ośrodek rządowy).
Górną część Zgorzeliskowego Działu porasta las świerkowy, dolna część od strony wsi Małe Ciche jest w dużym stopniu bezleśna. Oprócz znajdującej się na grzbiecie polany Zgorzelisko niżej są tu polany Brzanówka, Zadnia Polana, Tarasówka i pola uprawne Małego Cichego.